# Salem al-Hajri
Salem Ali al-Hajri (arabisch سالم علي الهاجري, DMG Sālim ʿAlī al-Hāǧirī; * 10. April 1996) ist ein katarischer Fußballspieler. Er ist auf dem Spielfeld im Mittelfeld beheimatet und führt bei seinem aktuellen Klub al-Sadd SC dort diese Rolle defensiv aus.

## Karriere

### Verein
Von der ASPIRE Academy kommend führte er seine Karriere in der Jugend beim al-Sadd SC fort. Dieser schickte ihn dann ab Sommer 2015 für ein halbes Jahr zu seinem Kooperationsklub KAS Eupen nach Belgien. Dort sind von ihm aber keine Einsätze für die erste Mannschaft bekannt. Nach seiner Rückkehr nach Katar Anfang 2016 kam er dann auch erstmals in der heimischen ersten Spielklasse zum Einsatz. Am 18. Spieltag der Spielzeit 2015/16 stand er bei einer 0:1-Niederlage gegen den Qatar SC in der Startelf und wurde später in der 83. Minute für Husam Kamal ausgewechselt.
Ab der Spielzeit 2016/17 kam er dann auch vermehrt zum Einsatz und erarbeitete sich den Status eines Stammspielers. In der Saison 2018/19 gewann er mit seinem Team dann den für ihn ersten Meistertitel sowie den Sheikh Jassim Cup. Als amtierender Meister der Gastgebernation durfte sein Klub auch an der FIFA-Klub-Weltmeisterschaft 2019 teilnehmen; hier wurde er in allen drei Partien seiner Mannschaft eingesetzt. Zum Ende der Saison 2020/21 und über weite Teile der ersten Hälfte der Spielzeit 2021/22 fehlte er dann aber im Kader, was seine Einsatzzahlen deutlich reduzierte. Sein einziges Ligaspiel im Jahr 2022 war ein 2:1-Sieg über den al-Wakrah SC, bei dem er jedoch auch erst in der 89. Minute für Ahmed Sayyar eingewechselt wurde. Trotzdem gewann er mit dem Team am Ende auch noch seine nun dritte Meisterschaft.

### Nationalmannschaft
Seinen ersten Einsatz im Dress der katarischen A-Nationalmannschaft hatte er am 17. Januar 2017 bei einem 1:1-Freundschaftsspiel gegen Moldau. Hier stand er in der Startelf und wurde dann zur 61. Minute für Hamid Ismail ausgewechselt. Danach folgten ab 2018 ein paar weitere Einsätze bei Freundschaftsspielen sowie auch anschließend die Nominierung für den Kader der Mannschaft bei der Asienmeisterschaft 2019. Hier wurde er zwar erst im letzten Gruppenspiel zum ersten Mal eingesetzt, dafür folgten danach Einsätze in jeder weiteren Partie, inklusive des Finales, in welchem sich sein Team nach einem 3:1-Sieg über Japan den ersten Asienmeistertitel der Verbandsgeschichte sichern konnte.
Nach dem Turnier ging es nach einem halben Jahr im Sommer auch für ihn zur Copa América 2019, an der Katar als Gastmannschaft teilnahm. Hier wurde er aber nur in einem der Gruppenspiele eingesetzt. Nach ein paar Spielen in der Qualifikation für die Weltmeisterschaft 2022, in der Katar als Gastgeber ohne Wertung mitspielte, folgte zum Jahresabschluss noch der Golfpokal 2019, bei welchem er mit seiner Mannschaft das Halbfinale erreichte.
Nachdem 2020 kein weiterer Einsatz folgte, kam er 2021 und 2022 zuletzt noch in ein paar Freundschaftsspielen zum Einsatz.

## Erfolge

### National
- Katarischer Meister
  - 2018/19, 2020/21, 2021/22
- Emir-of-Qatar-Cup-Sieger
  - 2019/20, 2020/21
- Sheikh-Jassim-Cup-Sieger
  - 2018/19
- Qatar-Cup-Sieger
  - 2021

### International
- Gewinner der Asienmeisterschaft
  - 2019